# Kombinirani proces s integriranim uplinjavanjem
Kombinirani proces s integriranim uplinjavanjem (Integrated Gasification Combined Cycle – IGCC) je tehnologija u kojom se ugljen, biomasa ili otpad pretvara u sintetski plin.  Zatim se odstranjuju nečistoće iz nastalog pline prije izgaranja te se nastoji pretvoriti sve zagađivače u koristan nusprodukt. To rezultira nižim emisijama sumpornog dioksida, čestica i žive. Višak topline iz primarnog izgaranja i generacije se odvodi u generator pare, što rezultira većom učinkovitošću u odnosu na konvencionalne termoelektrane na ugljen.  

## Značaj
Zbog činjenice da je energet s najvećim prirodnim rezervama te zbog činjenice da mu cijena ne raste, ugljen je drugi izvor energije u svijetu. Stoga niže emisije, koje kombinirani proces s integriranim uplinjavanjem omogućuje, mogu biti od velike važnost u budičnosti kako će se regulative o emisijama štetnih plinova postrožavati.

## Princip rada
Prikazan je shematski prikaz rada postrojenja s inegriranim uplinjavanjem ugljena:

Proces uplinjavanja može se provoditi s ugljenom koji sadrži visok postotak sumpora, ostataka nafte i biomase. Rasplinjavanje ugljena je namjerno nepotpuno izgaranje, prouzročeno nedovoljnim pristupom kisika.  To se obavlja u posebnim pećima pri čemu se teži za što većim postotkom gorivog H2 i CO u proizvedenom plinu. Na rešetku unutar peći je nasut visok sloj ugljena. Ugljen izgara u struji zraka obogančenog kisikom, cilj procesa je nepotpuno izgaranje sa što većim udjelom CO kako bi vrijednost sintetičkog plina bila veća. Ugljen na rešetci će se zažariti s gornje strane od vrućih plinova te će privlačiti molekule kisika, što znači da će udio CO u sintetičkom plinu biti to veći što je veća i razina ugljena na rešetci.  Kako bi se povećala učinkovitost takvog procesa u njega se dodaje i struja vode koja se grije nastalim plinom te se na visokim temperaturama raspada na H2 i O2. Nastali kisik odmah se troši za nastajanje CO.   Nastali sintetički plin se odvodi i pritome prolazi kroz nekoliko faza čišćenja i separacije. Zatim se čisti sintetički plin odvodi u komoru za izgaranje gdje izgara. Dimni plinovi se tada odvode u plinsku turbinu koja je dirketno spojena na generator električne energije. Višak topline nastale za vrijeme uplinjavanja se zajedno s vrućim dimnim plinovima odvode u generator pare. Proizvedena vodena para se tada odvodi u parnu turbinu koja je također spojena na generator električne energije.

## Postrojenja s integriranim uplinjavanjem
U Sjedninjenim Američkim Državama trenutno postoje samo 2 IGCC termoelektrane te se očekuje da će se do 2020. godine još nekoliko pustiti u pogon.  

•	Wabashi River Power Station (West Terre Haute, Indiana)

•	Polk Power Station  (Tampa, Florida)

Isprva je bila izgrađena i treća IGCC termoelektrana u gradu Reno, saveznoj državi Nevadi, međutim ustanovilo se da tadašnja IGCC tehnologija ne bi radila iznad 100 metara nadmorske visine te termoelektrana više nije u funkciji.

U Poljskoj se gradi energetsko i kemijsko postrojenje bez emisija štetnih plinova koje kombinira IGCC tehnologiju s tehnologijom hvatanja i skladištenja ugljika (Carbon Capture and Storage – CCS ). Dodatak od 10% biomase kod izgaranja činit će ovo postrojenje još ekološki prihvatljivije.

## Cijena i pouzdanost
Najveći problem IGCC postrojenja je velika početna investicija, više od 3,593 dolara po kW. Što je 3 puta veća cijena u odnosu na konvecionalne termoelektrane na ugljen. Pretpostavlja se da će razlika u cijeni biti sve manja kako će se postrožavati regulative o emisiji štetnih plinova. 
Wabash River je često bila van pogona zbog problema s plinifikatorom i ti problemi nisu u potpunosti otklonjeni. Wabash River je također bila van pogona zbog učestalih problema s korozijom i erozijom izmjenjivača topline.
The Polk County IGCC ima problema s konstrukcijom. U početku su se javili problemi s korozijom cijevovodima te plinifikatoru koji su se brzo riješili. Nedugo zatim nastupili su problemi s vatrostalnom zaštitom u plinifikatoru čiji je popravak bio jako skup. 
General Electric trenutno razvija model IGCC postrojenja koje bi trebao uvesti veću pouzdanost ovakvih postrojenja. Značajke njihovog modela su moderne turbine koje su prilagođene za rad sa sintetičkim plinom.  
Postoji nekoliko IGCC postrojenja u sklopu rafinerija u Europi koje su pokazale odličnu pouzdanost nakon manjih početnih poteškoća. Nekoliko čimbenika je pomoglo u tome: 

•	Nijedno od ovih postrojenja nije koristilo napredne plinske turbine

•	Sva postrojenja u sklopu rafinerije koriste ostatke iz proizvodnje umjesto ugljena kao sirovinu. To eliminira probleme koje uzrokuje oprema za pripremanje ugljena.

•	Ovakva se postojenja tretiraju kao predkemijska postrojenja za preradbu.

U Nizozemskoj postoji termoelektrana s integriranim uplinjavanjem snage 250 MW koje radi uspješno. Ova termoelektrana uz ugljen koristi još 30% biomase kao dodatne sirovine. Vlasnik NUON trenutno gradi još jednu IGCC elektranu snage 1300 MW koja će biti puštena u pogon 2011. godine.

## Zaštita okoliša
IGCC termoelektrane zagađuju manje okoliš nego konvencionalne termoelektrane na ugljen što ih čini sigurnijima za okoliš. Međutim prve generacije takvih postrojenja su zagađivale otpadne vode arsenom, selenijem i cijanidom. Ti problemi su se riješili boljim sagrojevanjem ugljena, ali i sve većom upotrebom otpada koji nastane sagorjevanjem (koks, pepeo, ugljični dioksid i sl) u kemijskoj industriji. Nažalost kod uplinjavanja nastane i manja količina opasnog otpada za koji su potrebne posebna postrojenja kako bi se iskoristio. 

Dobra strana IGCC postrojenja je to što su kompatibilni sa sustavom za hvatanje i skaldištenje ugljičnog dioksida.